# Schorsch Feierfeil
Schorsch Feierfeil (* 1986 in Scheibbs) ist ein österreichischer Illustrator und Animator.

## Leben und Werk
Schorsch Feierfeil ist in Wieselburg geboren und in Scheibbs aufgewachsen. Er studierte an der Universität für angewandte Kunst in Wien. Der Wiener Schmäh und die blühende Musik- und Beisllandschaft dienen ihm als Inspirationsquelle und Lebenselixier. Seine Arbeit ist von der Christoph Niemanns inspiriert. Er zeichnet unter anderem für die Wochenzeitung Falter sowie Anzeiger, macht Plattencovers und animierte Videos für Musiker und Musikerinnen wie Mira Lu Kovacs, Kompost3, Lukas Kranzelbinders Shake Stew und Hearts Hearts. Außerdem ist er Mitorganisator des Musikseminars Intertonale in Scheibbs.

## Auszeichnungen
- 2017 - ASIFA Austria Award – Best Music Video
- 2017 - MYward Music Video Competition – Audience Award
- 2017 - 3x3 International Illustration Awards – Merit
- 2018 - Joseph Binder Illustration Award – Distinction
- 2018 - Austrian Film Festival – Best Animation
- 2020 - Animation Celebration Fest - Best Experimental Animation
- 2021 - iJungle Illustration Award - Editorial Illustration - Merit

## Ausstellungen
- Galerie für Gegenwartskunst, Scheibbs, Einzelausstellung, 2019
- Austrian Independent Film Festival, Kino Schikaneder, Wien